# シドニー・ユニヴァーシティFC
シドニー・ユニヴァーシティ・フットボールクラブ（英: Sydney University Football Club）は、オーストラリア・ニューサウスウェールズ州シドニー都市圏のシドニーを拠点とするラグビーユニオンチーム。シュートシールドに所属。通称は「シドニー・ユニ」。

## 概要
1863年創設の、オーストラリア最古のラグビークラブ。同州で最初の"フットボール"クラブであったため、クラブ名に「ラグビー」などの修飾語が付かない。
ニューサウスウェールズ州における最高峰リーグであるシュートシールドに所属。
同リーグにおいて、ランドウィック・ラグビーと共に、最も成功を収めているラグビーチームの1つ。

## タイトル
2022年10月現在
- シュートシールド
  - 優勝 33回：(1881, 1882, 1885, 1887, 1888, 1889, 1890, 1891, 1893[注 2]), 1901[注 3], 1904, 1919, 1920, 1923, 1924, 1926, 1927, 1928, 1937, 1939, 1945, 1951, 1953, 1954, 1955, 1961, 1962, 1968, 1970, 1972, 2001, 2005, 2006, 2007, 2008, 2009, 2010, 2012, 2013, 2018, 2019, 2022

## 歴代所属選手
- ニック・ファー＝ジョーンズ（英語版）
- トル・ラトゥ（ オーストラリア代表）
- フォラウ・ファインガア
- トム・ロバートソン
- ダン・ヴィッカーマン（ オーストラリア代表）
- セミセ・タラカイ
- ベン・ヒューズ
- ルーク・ポーター
- ハリー・ポッター
- サム・ケアード
- マシュー・フィリップ